# Magnificat (Carl Philipp Emanuel Bach)
Das Magnificat von Carl Philipp Emanuel Bach (Wq 215, H.772) wurde im Jahr 1749 komponiert.

## Besetzung
Gesangsstimmen: Soli und Chor: Sopran, Alt, Tenor, Bass
Instrumente: Flauto traverso I/II, Oboe, Horn I/II, Streicher, Basso continuo

## Aufbau
Ähnlich wie beim Magnificat seines Vaters Johann Sebastian Bach ist der Text der Komposition auf mehrere unterschiedlich besetzte Sätze verteilt.
1. Chor „Magnificat“
2. Arie (Sopran) „Quia respexit“
3. Arie (Tenor) „Quia fecit“
4. Duett (Sopran, Alt) mit Chor „Et misericordia“
5. Arie (Bass) „Fecit potentiam“
6. Duett (Alt, Tenor) „Deposuit potentes“
7. Arie (Alt) „Suscepit Israel“
8. Chor „Gloria patri“
9. Chor „Sicut erat in principio“

## Geschichte und Stil
Das Magnificat ist eines der am frühesten geschaffenen Vokalwerke von Carl Philipp Emanuel Bach (1714–1788). Im Juni 1749, also noch zu Lebzeiten Johann Sebastian Bachs, hatte sich der Rat der Stadt Leipzig mit der Frage eines möglichen Nachfolgers für den schwer erkrankten Thomaskantor beschäftigt und Johann Gottlob Harrer, Kapellmeister des Grafen von Brühl aus Dresden, mit der Komposition einer „Probe-Music“ beauftragt. Bach legte seinen beiden hochtalentierten Söhnen Wilhelm Friedemann und Carl Philipp Emanuel nahe, sich gleichfalls um seine Nachfolge zu bemühen. Während Carl Philipp Emanuel das Magnificat vertonte, schrieb Wilhelm Friedemann eine Adventskantate. Doch keiner der beiden Söhne hatte Erfolg, schließlich erhielt Harrer den Posten des Thomaskantors.
Carl Philipp Emanuels Komposition repräsentiert einen modernen Stil, der den direkten Vergleich mit dem Stil des Vaters höchstens in der großen abschließenden Doppelfuge sucht („Sicut erat in principio“), deren erstes Thema im Übrigen stark an das „Kyrie eleison“ in Mozarts Requiem erinnert. In seiner Hamburger Zeit veränderte Bach die Instrumentierung und fügte Trompeten und Pauken in den Ecksätzen sowie im „Fecit potentiam“ hinzu. In dieser Fassung stellte er das Werk 1779 in einem Konzert sogar neben das Credo aus der h-Moll-Messe des Vaters. Dem Hörer außerhalb Hamburgs war im gesamten 18. Jahrhundert indes fast ausschließlich die Urfassung vertraut, in der das Werk in zahlreichen Abschriften europaweit bekannt war.
Am 9. April 1786 dirigierte Carl Philipp Emanuel Bach in Hamburg ein Benefizkonzert. Auf dem Programm standen drei seiner repräsentativsten Werke: die Sinfonie in D-Dur Wq 183/1 von 1780, das Magnificat sowie die Kantate Heilig von 1776 für Doppelchor.